# Museo della Liberazione di Ancona
Il Museo della Liberazione di Ancona fa parte del polo museale di Offagna e si caratterizza innanzitutto come luogo di memoria. Qui infatti sono principalmente esposte testimonianze fotografiche e documentarie relative alla liberazione di Ancona, risalenti quindi al periodo della campagna d'Italia nel corso della seconda guerra mondiale.

## Nascita della mostra
Tra il 2004 e il 2005, in occasione del 60º anniversario della liberazione dell'Italia dal nazifascismo, la Regione Marche promuove un progetto culturale per lo studio e la valorizzazione delle fonti documentarie relative agli eventi bellici che si verificarono tra il 1944 e il 1945 sul territorio marchigiano. Alla realizzazione del progetto presero parte l'Istituto Regionale per la Storia del Movimento di Liberazione nelle Marche, l'Imperial War Museum di Londra, il Polish Institute e il Sikorski Museum. Il coinvolgimento di istituti polacchi si lega al fatto che fu proprio il II Corpo di armata polacco guidato dal generale Władysław Anders a coordinare le operazioni per la liberazione della zona adriatica e, quindi, anche di Ancona e del territorio circostante.
Il coordinamento tra istituti italiani ed europei, permise pertanto di raccogliere materiale documentario e archivistico, interessante per quantità e qualità delle testimonianze trovate. Il frutto di queste ricerche fu poi esposto in una grande mostra fotografica itinerante, presentata in varie sedi fra la Polonia e l'Italia.

## La scelta della sede museale
Nel marzo del 2005 si decise di rendere tale mostra fotografica permanente. Tra i vari comuni che si candidarono ad ospitare la mostra sulla "Liberazione di Ancona", ci fu anche Offagna, allora guidata dal sindaco Stefano Balzani. Dopo un periodo di trattativa, la scelta su dove collocare il nuovo museo cadde proprio sul borgo di Offagna, dove con l'aiuto della Regione Marche e dell'Istituto Regionale per la Storia del Movimento di Liberazione delle Marche si procedette all'allestimento del Museo. Al progetto hanno poi aderito con un protocollo d’intesa, anche i Comuni di Loreto, Filottrano, Osimo, Castelfidardo, Camerata Picena, Agugliano, Polverigi e Santa Maria Nuova, "a testimonianza del valore sovracomunale dell’iniziativa".

## Lo spazio espositivo
Il Museo della Liberazione di Ancona si configura come una preziosa testimonianza di un periodo delicato per la storia e la memoria culturale della Regione Marche. Collocato nei locali dei sotterranei del Monastero di S. Zita di Offagna, lo spazio espositivo del museo è dedicato per lo più ad un cospicuo numero di fotografie che testimoniano le diverse fasi delle battaglie per la liberazione di Ancona, ma anche aspetti legati alla vita delle comunità locali e alla permanenza nelle Marche dei soldati del II Corpo polacco. 
Lungo il percorso espositivo si può inoltre visionare una collezione di armi e di equipaggiamenti militari utilizzati nel corso della campagna d’Italia della seconda guerra mondiale, provenienti in gran parte dalla Soprintendenza per i beni storici delle Marche, e da altre Soprintendenze.